# Internationales Deutsches Turnfest 2013
Das Internationale Deutsche Turnfest 2013 fand vom 18. bis zum 25. Mai 2013 in der Metropolregion Rhein-Neckar statt. Das Motto war „Leben in Bewegung - das Turnfest 2013“. Der deutsche Bundespräsident Joachim Gauck war Schirmherr.

## Planungen und Vergabe
Am 22. November 2008 hat der Deutsche Turner-Bund in Frankfurt am Main bekannt gegeben, dass das Internationale Deutsche Turnfest 2013 in der Metropolregion Rhein-Neckar (MRN) stattfinden wird. In der langen Geschichte des Events wurde erstmals nicht nur eine Stadt, sondern eine ganze Region als Ausrichter benannt, so wurde das Turnfest im Dreiländereck von Hessen, Baden-Württemberg und Rheinland-Pfalz veranstaltet und die Städte waren Mannheim, Heidelberg, Ludwigshafen am Rhein und 19 weitere Städte. Außer dem Breitensport plante man im Spitzensport die Deutschen Meisterschaften in der Leichtathletik, Rhythmischen Sportgymnastik, Aerobic, Rhönradturnen, Kunstturnen und Sportakrobatik zu veranstalten.

## Maskottchen
Am 27. September 2012 stellte der Präsident des Deutschen Turner-Bundes, Rainer Brechtken, gemeinsam mit den Oberbürgermeistern der Turnfestzentren Mannheim und Heidelberg, Peter Kurz und Eckart Würzner, sowie Ludwigshafen am Rhein, Bürgermeister Wolfgang van Vliet, im Rahmen einer Pressekonferenz das offizielle Maskottchen vor. Zu diesem Zeitpunkt hatte das Maskottchen noch keinen Namen. Später wurde es auf dem Namen Fred getauft. Fred war 2,15 Meter groß, hatte schwarze Augen und stand auf großen Füßen. Sprechen konnte Fred nicht, aber es verstand fast alles.

## Festveranstaltungen

### Festakt
Am Samstag, den 18. Mai 2013 wurde das internationale Turnfest vor ca. 500 geladenen Gästen im Congress Center Rosengarten in Mannheim feierlich eröffnet. Der DOSB-Präsident Thomas Bach betonte in seiner Grußwortfestrede die große Bedeutung der deutschen Turnbewegung "als wichtiger Eckpfeiler" des deutschen Sports, in welcher auch er als Kind seine ersten Bewegungserfahrungen machte. Nach mehreren Festrednern gab es einen sportlichen Showteil und einen musikalischen Programmpunkt.

### Eröffnungsfeier
Nach dem offiziellen Empfang im Congress Center Rosengarten mit vielen Ehrengästen begann die öffentliche Inszenierung unter der Leitung von pro event, einer Heidelberger Agentur für Live-Kommunikation, bei Einbruch der Dunkelheit vor dem Wasserturm. Um 21:30 Uhr begrüßte die SWR-Moderatorin Regina Saur die über 40.000 Zuschauer am Wasserturm.

### Festumzug
Am ersten Tag gab es einen Festzug mit über 9.000 Teilnehmern aus ca. 900 deutschen und internationalen Vereinen durch die Mannheimer Innenstadt.

### Ökumenischer Turnfestgottesdienst
Am Montag, den 20. Mai 2013 eröffnete in Speyer der Kaiserdom seine Tore zum Ökumenischen Turnfestgottesdienst.

### Stadiongala Schlussfeier
Die Abschlussfeier fand am 24. Mai 2013 im Carl-Benz-Stadion in Mannheim statt, dabei wurde ein positives Fazit gezogen. Die Stadiongala gab es einmal am Nachmittag und einmal am Abend.

## Programm

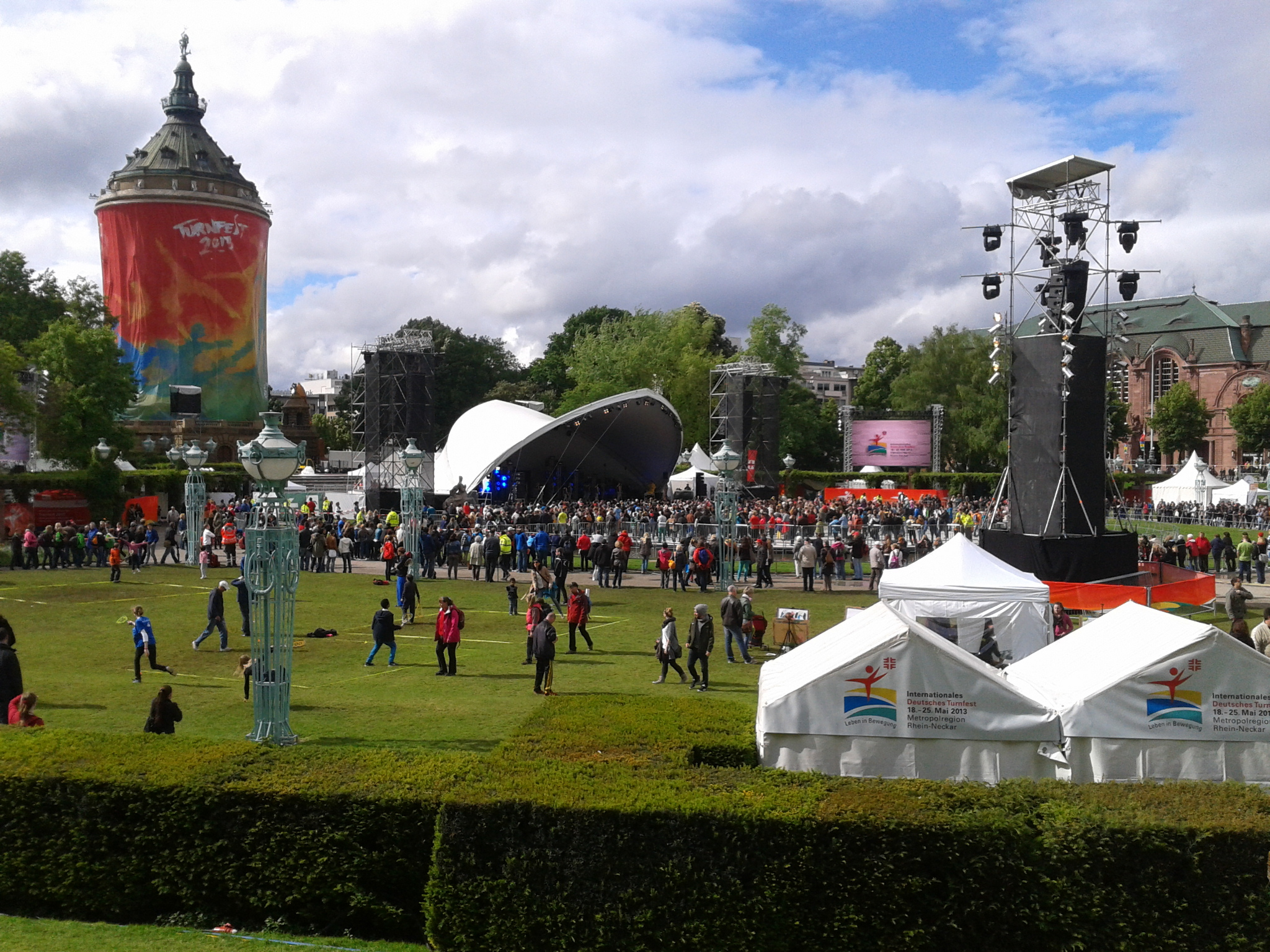
Friedrichsplatz beim Internationalen Deutschen Turnfest

| Uhrzeit             | Veranstaltung                                                                         |
| ------------------- | ------------------------------------------------------------------------------------- |
| 18. Mai             |                                                                                       |
| 15:00 Uhr           | Festakt (Mannheim, Rosengarten)                                                       |
| 17:00 Uhr           | Festzug (Mannheim)                                                                    |
| 21:30 Uhr           | Eröffnungsveranstaltung (Mannheim, Friedrichsplatz)                                   |
| 19. Mai             |                                                                                       |
| ab 8:00 Uhr         | Beginn der Wettkämpfe                                                                 |
| 11:00 bis 17:00 Uhr | Rendezvous der Besten, New Chance (Ludwigshafen, Friedrich-Ebert-Halle)               |
| 11:00 bis 17:00 Uhr | Showvorführungen mit/ohne Bewertung (Ludwigshafen, Pfalzbau)                          |
| 19:30 Uhr           | DM Finale Rhönradturnen (Mannheim, GBG-Halle am Herzogenried)                         |
| 20:00 Uhr           | DM Gerätturnen Mehrkampf Frauen (Mannheim, Maimarkthalle)                             |
| 20:00 Uhr           | Turnfestgala I (Mannheim, SAP Arena)                                                  |
| 20. Mai             |                                                                                       |
| ab 8:00 Uhr         | Fortsetzung der Wettkämpfe                                                            |
| 9:00 bis 19:00 Uhr  | Rendezvous der Besten, Bundesfinale (Ludwigshafen, Friedrich-Ebert-Halle)             |
| 11:00 bis 17:00 Uhr | Showvorführungen mit/ohne Bewertung (Ludwigshafen, Pfalzbau)                          |
| 14:00 bis 17:00 Uhr | Großgruppenvorführungen (Mannheim, Turnfestplatz)                                     |
| 16:00 Uhr           | DM Finale Sportakrobatik (Viernheim, Waldsporthalle)                                  |
| N.N.                | DM Rope Skipping (Frankenthal, Sporthalle am Kanal)                                   |
| N.N.                | DM Einrad Freestyle (Neckargemünd, Münzenbachhalle)                                   |
| 20:00 Uhr           | DM Gerätturnen Mehrkampf Männer (Mannheim, Maimarkthalle)                             |
| 20:00 Uhr           | Turnfestgala II (Mannheim, SAP Arena)                                                 |
| 21. Mai             |                                                                                       |
| ab 8:00 Uhr         | Fortsetzung der Wettkämpfe                                                            |
| 11:00 bis 17:00 Uhr | Showvorführungen ohne Bewertung (Ludwigshafen, Pfalzbau)                              |
| N.N.                | DM Finale Aerobic (Lampertheim, Hans-Pfeiffer-Halle)                                  |
| 20:00 Uhr           | Examensstücke der DTB-Choreografen (Ludwigshafen, Pfalzbau (Theatersaal))             |
| 20:00 Uhr           | Tuju-Stars, Bundesfinale (Ludwigshafen, Friedrich-Ebert-Halle)                        |
| 20:00 Uhr           | DM Gerätturnen Gerätefinale I (Mannheim, Maimarkthalle)                               |
| 20:00 Uhr           | Japanese Gymnastics and Culture Night (Mannheim, SAP Arena)                           |
| 22. Mai             |                                                                                       |
| ab 8:00 Uhr         | Fortsetzung der Wettkämpfe                                                            |
| 11:00 bis 17:00 Uhr | Showvorführungen mit/ohne Bewertung (Ludwigshafen, Pfalzbau)                          |
| 14:00 bis 17:00 Uhr | Großgruppenvorführungen (Mannheim, Turnfestplatz)                                     |
| 20:00 Uhr           | DM Gerätturnen Gerätefinale II (Mannheim, Maimarkthalle)                              |
| 20:00 Uhr           | Gala „Rendezvous der Besten“ (Mannheim, SAP Arena)                                    |
| 20:00 Uhr           | Tuju-Show (Ludwigshafen, Friedrich-Ebert-Halle)                                       |
| 20:00 Uhr           | Oldie-Night (Neustadt an der Weinstraße, Saalbau)                                     |
| 23. Mai             |                                                                                       |
| ab 8:00 Uhr         | Fortsetzung der Wettkämpfe                                                            |
| 10:30 Uhr           | DM Finale Einzel Rhythmische Sportgymnastik (Mannheim, Maimarkthalle)                 |
| 11:00 bis 17:00 Uhr | Showvorführungen mit Bewertung (Ludwigshafen, Pfalzbau)                               |
| 11:00 bis 17:00 Uhr | Showbühne der Älteren (Ludwigshafen, Pfalzbau)                                        |
| 14:30 Uhr           | Kinderturn-Show (Ludwigshafen, Friedrich-Ebert-Halle)                                 |
| 19:30 Uhr           | Gymnastikgala & DM Finale Gruppe Rhythmische Sportgymnastik (Mannheim, Maimarkthalle) |
| 20:00 Uhr           | National Danish Performance Team (Mannheim, SAP Arena)                                |
| 21:00 Uhr           | Tuju-Party (Mannheim, Alte Posthalle am Hauptbahnhof)                                 |
| 24. Mai             |                                                                                       |
| ab 8:00 Uhr         | Fortsetzung der Wettkämpfe                                                            |
| 10:00 Uhr           | Matinee der Showvorführungen (Ludwigshafen, Friedrich-Ebert-Halle)                    |
| 10:00 Uhr           | Matinee „Aktiv älter werden“ (Ludwigshafen, Pfalzbau)                                 |
| 11:00 Uhr           | Show der Sieger TGM/TGW (Mannheim, SAP Arena)                                         |
| 15:00 Uhr           | Stadiongala I (Mannheim, Carl-Benz-Stadion)                                           |
| 19:30 Uhr           | DM Finale Trampolinturnen (Mannheim, Maimarkthalle)                                   |
| 20:00 Uhr           | Stadiongala II (Mannheim, Carl-Benz-Stadion)                                          |
| 25. Mai             |                                                                                       |
| Abreisetag          |                                                                                       |